# خباز (الظهار)

تعديل مصدري - تعديل

خباز هي إحدى قرى عزلة ثواب الأسفل بمديرية الظهار التابعة لمحافظة إب، بلغ تعداد سكانها 39 نسمة حسب تعداد اليمن لعام 2004.